# Kristoffer Normann Hansen
Kristoffer Normann Hansen (Larvik, 1994. augusztus 12. –) norvég korosztályos válogatott labdarúgó, a lengyel Widzew Łódź középpályása.

## Pályafutása

### Klubcsapatokban
Hansen a norvégiai Larvik városában született. Az ifjúsági pályafutását a helyi Larvik Turn csapatában kezdte, majd a Sandefjord akadémiájánál folytatta.
2011-ben mutatkozott be a Sandefjord másodosztályban szereplő felnőtt keretében. 2012-ben és 2013-ban a Fram Larvik csapatát erősítette kölcsönben. 2016-ban a Sarpsborg 08, majd 2018-ban az Ullensaker/Kisa szerződtette. 2020-ban visszatért a Sandefjordhoz. 2022. január 21-én másféléves szerződést kötött a lengyel másodosztályban érdekelt Widzew Łódź együttesével. Először a 2022. február 25-ei, Arka Gdynia ellen 5–2-re elvesztett mérkőzés 61. percében, Karol Danielak cseréjeként lépett pályára. Első gólját 2022. április 23-án, a GKS Jastrzębie ellen idegenben 2–0-ra megnyert találkozón szerezte meg. A 2021–22-es szezonban feljutottak az első osztályba.

### A válogatottban
Hansen az U16-os és az U21-es korosztályú válogatottakban is képviselte Norvégiát.

## Statisztikák
2023. március 13. szerint
| Klub            | Szezon   | Osztály      | Bajnokság | Bajnokság | Kupa  | Kupa | Nemzetközi | Nemzetközi | Összesen | Összesen |
| Klub            | Szezon   | Osztály      | Meccs     | Gól       | Meccs | Gól  | Meccs      | Gól        | Meccs    | Gól      |
| --------------- | -------- | ------------ | --------- | --------- | ----- | ---- | ---------- | ---------- | -------- | -------- |
| Sandefjord      | 2011     | Adeccoligaen | 3         | 0         | 0     | 0    | —          | —          | 3        | 0        |
| Sandefjord      | 2012     | Adeccoligaen | 3         | 0         | 0     | 0    | —          | —          | 3        | 0        |
| Sandefjord      | 2013     | Adeccoligaen | 1         | 0         | 0     | 0    | —          | —          | 1        | 0        |
| Sandefjord      | 2014     | 1. divisjon  | 29        | 6         | 0     | 0    | —          | —          | 29       | 6        |
| Sandefjord      | 2015     | Tippeligaen  | 26        | 2         | 2     | 1    | —          | —          | 28       | 3        |
| Sandefjord      | 2016     | OBOS-ligaen  | 14        | 2         | 0     | 0    | —          | —          | 14       | 2        |
| Sandefjord      | Összesen | Összesen     | 76        | 10        | 2     | 1    | 0          | 0          | 78       | 11       |
| Sarpsborg 08    | 2016     | Tippeligaen  | 3         | 0         | 1     | 0    | —          | —          | 4        | 0        |
| Sarpsborg 08    | 2017     | Eliteserien  | 4         | 0         | 0     | 0    | —          | —          | 4        | 0        |
| Sarpsborg 08    | Összesen | Összesen     | 7         | 0         | 1     | 0    | 0          | 0          | 8        | 0        |
| Ullensaker/Kisa | 2018     | OBOS-ligaen  | 30        | 13        | 1     | 0    | —          | —          | 31       | 13       |
| Ullensaker/Kisa | 2019     | OBOS-ligaen  | 22        | 7         | 1     | 0    | —          | —          | 23       | 7        |
| Ullensaker/Kisa | Összesen | Összesen     | 52        | 20        | 2     | 0    | 0          | 0          | 54       | 20       |
| Sandefjord      | 2020     | Eliteserien  | 25        | 2         | 0     | 0    | —          | —          | 25       | 2        |
| Sandefjord      | 2021     | Eliteserien  | 26        | 7         | 0     | 0    | —          | —          | 26       | 7        |
| Sandefjord      | Összesen | Összesen     | 51        | 9         | 0     | 0    | 0          | 0          | 51       | 9        |
| Widzew Łódź     | 2021–22  | I Liga       | 13        | 2         | 0     | 0    | —          | —          | 13       | 2        |
| Widzew Łódź     | 2022–23  | Ekstraklasa  | 14        | 3         | 1     | 0    | —          | —          | 15       | 3        |
| Widzew Łódź     | Összesen | Összesen     | 27        | 5         | 1     | 0    | 0          | 0          | 28       | 5        |
| Összesen        | Összesen | Összesen     | 213       | 44        | 6     | 1    | 0          | 0          | 219      | 45       |

## Sikerei, díjai
Sandefjord
- 1. divisjon
  - Feljutó (1): 2014

Sarpsborg 08
- Norvég Kupa
  - Döntős (1): 2017

Widzew Łódź
- I Liga
  - Feljutó (1): 2021–22

## Fordítás
Ez a szócikk részben vagy egészben  a   Kristoffer Normann Hansen című angol Wikipédia-szócikk fordításán alapul.  Az eredeti cikk szerkesztőit annak laptörténete sorolja fel. Ez a jelzés csupán a megfogalmazás eredetét és a szerzői jogokat jelzi, nem szolgál a cikkben szereplő információk forrásmegjelöléseként.